# Zîmnîțke, Vradiivka
Zîmnîțke (în ucraineană Зимницьке) este un sat în comuna Krasnopil din raionul Vradiivka, regiunea Mîkolaiiv, Ucraina.

## Demografie
Componența lingvistică a localității Zîmnîțke
     Ucraineană (95,8%)
     Română (3,36%)
Conform recensământului din 2001, majoritatea populației localității Zîmnîțke era vorbitoare de ucraineană (95,8%), existând în minoritate și vorbitori de română (3,36%).